# Lijst van rijksmonumenten in Schalkwijk (Haarlem)
Schalkwijk in Haarlem heeft 4 rijksmonumenten.
| Object           | Oorspronkelijke functie?  | Bouwjaar           | Architect | Locatie                                          | Coördinaten?                  | Nr.?  | Afbeelding        |
| ---------------- | ------------------------- | ------------------ | --------- | ------------------------------------------------ | ----------------------------- | ----- | ----------------- |
| De Eenhoorn      | Industrie- en poldermolen | voor 1776          |           | Paltrokmolen De Eenhoorn                         | 52° 21' 30" NB, 4° 38' 16" OL | 19872 | Meer afbeeldingen |
| Vijfhuizer Molen | Industrie- en poldermolen | 1875               |           | Vijfhuizen 9 (molen de Vijfhuis)                 | 52° 21' 23" NB, 4° 40' 35" OL | 19873 | Meer afbeeldingen |
| De Kleine Molen  | Industrie- en poldermolen | 1879 / 1972 / 1991 |           | Buitenkruier Vereenigde Groote en Kleine polders | 52° 20' 31" NB, 4° 39' 9" OL  | 19874 | Meer afbeeldingen |
| Grenssteen       | Grensafbakening           |                    |           | Schalkwijkerweg                                  | 52° 21' 39" NB, 4° 38' 17" OL | 19687 | Grenssteen        |

Centrum:
Bakenessergracht ·
Frankestraat ·
Gedempte Oude Gracht ·
Gierstraat ·
Groot Heiligland ·
Grote Houtstraat ·
Grote Markt ·
Jansstraat ·
Kenaupark ·
Klein Heiligland ·
Kleine Houtstraat ·
Kleine Houtweg ·
Koningstraat ·
Nieuwe Gracht ·
Parklaan ·
Spaarnwouderbuurt ·
Wilhelminastraat ·
Zijlstraat

Zuid-West:
Florapark ·
Floraplein ·
Wagenweg 

Haarlem-Oost

Schalkwijk

Noord:
Begraafplaats Kleverlaan ·
Spaarndam 